# Réserves écologiques in Québec
In der kanadischen Provinz Québec bestehen 72 Naturschutzgebiete, die als Réserves écologiques bezeichnet werden. Sie sind mit dem Begriff Naturschutzgebiet allerdings nur unzureichend bezeichnet, denn sie dienen der Erhaltung, der Forschung und in begrenztem Maß der Lehre und der Pädagogik. Sie sind aber vor allem bis auf vier Ausnahmen für die Öffentlichkeit gesperrt. Diese Ausnahmen sind Serpentine-de-Coleraine, Forêt-la-Blanche, Tourbières-de-Lanoraie und die Île-Brion.

## Schutzstatus
Sie unterstehen allesamt dem Ministère du Développement durable, de l'Environnement et des Parcs du Québec, also dem Ministerium für dauerhafte Entwicklung, Umwelt und die Parks von Québec. Entsprechend dem Klassifikationssystem der Internationalen Union für die Bewahrung der Natur und natürlicher Ressourcen gehören alle Réserves écologiques der Provinz der Kategorie la an, und damit dem höchsten denkbaren Schutz. Das bedeutet, dass weder Rohstoffabbau noch -suche, Straßenbau, Energiegewinnung, aber auch keine Jagd, Fischfang oder Fallenstellerei erlaubt sind.

## Fläche
Das erste Schutzgebiet dieser Art entstand im Jahr 1975, seither sind weitere 71 hinzugekommen. Das jüngste ist das erst 2011 unter Schutz gestellte Shannonmoor, 30 km von der Provinzhauptstadt entfernt. Der ganz überwiegende Teil dieser Gebiete ist relativ klein. 20 Réserves sind sogar kleiner als einen Quadratkilometer, 22 weitere liegen unter 5 km², weitere 17 sind bis zu 10 km² groß, neun weitere Gebiete liegen zwischen 10 und etwa 30 km². Die mit Abstand größten sind die drei Schutzgebiete Grande-Rivière mit 173, Matamec mit 186 und Louis-Babel mit 235 km² Fläche. Insgesamt umfassen die Réserves eine Fläche von nur 950,85 km² bei einer Fläche der Provinz von 1.542.056 km². Weit unter 1 ‰ der Fläche der Provinz steht also unter strengem Schutz, allerdings kommen Gebiete mit begrenztem Schutz hinzu, wie sie die 43 Parc national genannten Gebiete darstellen, von denen allerdings nur drei als echte Nationalparks anzusprechen sind. Andere, wesentlich größere Urwälder, wie der 1300 km² große Broadback Valley Forest stehen hingegen nicht unter Schutz.

## Aufgaben und Ziele
Mit der Einrichtung der Réserves wurden verschiedene Ziele verfolgt, vor allem aber der des Schutzes und der Repräsentation bestimmter Ökoregionen und bestimmter Tier- und vor allem Pflanzengesellschaften. Auch sollten die Naturräume, wenn auch in einer etwas diffusen Auffassung, geschützt werden, wie sie etwa Moore, Dünen, Wälder und Urwälder, Inseln, Kliffs oder Seen darstellen. Dies schien besonders vordringlich zu sein, da die Holz- und die Agrarwirtschaft die natürliche Flora und Fauna weitgehend zerstört haben. Einige Arten, wie der seit 1938 ausgerottete Puma, kehren neuerdings zurück oder regenerieren sich aus bisher unerkannten Restbeständen, auch Elche, Kojoten und Weißwedelhirsch leben zumindest in den größeren Gebieten. In einem Falle, der Réserve écologique Marcel-Léger, wird eine seit Jahrzehnten ungenutzte, künstliche Insel deshalb geschützt und untersucht, weil sich an ihr besonders gut die Rückeroberung durch die Fauna und Flora beobachten lässt. Drei Réserves sind zugleich Teil von Biosphärenreservaten, nämlich die Réserve écologique Thomas-Fortin, Louis-Babel und Grands-Ormes.
Die Forschung entwickelt sich dabei nur langsam. Vielfach sind Gebiete seit Jahrzehnten als Réserves écologiques ausgewiesen, und dennoch wird nur wenig an der Artenerfassung und der Inangriffnahme der notwendigen Schutzmaßnahmen auch im Umland der kleinen Schutzgebiete gearbeitet. Vielfach sind zwar diejenigen Tier- oder Pflanzenarten erfasst, die den Anlass für die Unterschutzstellung darstellten, wie etwa Karibus oder Fledermäuse, nicht aber Insekten oder Amphibien. Auch sind die Habitate, zu denen die kleinen Schutzgebiete gehören, vielfach zerschnitten. Immerhin wurde ein Register der gefährdeten und bedrohten Arten in der Provinz aufgestellt.

## Räumliche Verteilung
Die meisten Schutzgebiete liegen im weiteren Umkreis der städtischen Ballungsräume im Süden der Provinz oder auf der Gaspésie, im Norden Labradors gibt es bisher kein einziges. Die Inseln Anticosti und Brion sind partiell bzw. ganz geschützt.

## Benennungen
Vielfach sind die Schutzgebiete nach Örtlichkeiten in der Nähe benannt, sei es nach Gemeinden, Moränen, Seen oder Mooren, vielfach tragen sie aber auch die Namen bedeutender Québecer Naturwissenschaftler, im Falle der grenzübergreifenden Réserve écologique internationale Thomas-Sterry-Hunt auch die eines amerikanischen, der allerdings in Québec lehrte.

## Provisorische Réserves
Seit 2002 stehen vier weitere Gebiete unter provisorischem Schutz, nämlich die Réserve écologique projetée de la Grande Rivière, dann de la Matamec (partie Nord), schließlich Paul-Provencher und du Ruisseau-Clinchamp. Der Schutz dieser Gebiete lief am 19. Dezember 2012 ab. Hinzu kam die Réserve écologique projetée du Mont-Gosford, deren Schutzstatus am 15. April 2013 ablief, die jedoch mittlerweile dauerhaft unter Schutz steht. 2018 waren nur noch drei Gebiete eingeplant, nämlich Matamec (partie nord), Paul-Provencher und Ruisseau-Clinchamp, deren Schutzstatus am 19. Dezember 2024 abläuft.

## Liste der Réserves écologiques
| Réserve écologique               | Fläche in km² | Gründungsjahr | Regionale Grafschaftsgemeinde |
| -------------------------------- | ------------- | ------------- | ----------------------------- |
| Aigle-à-Tête-Blanche             | 2,67          | 1993          | Pontiac                       |
| André-Linteau                    | 0,91          | 1993          | Pontiac                       |
| André-Michaux                    | 4,50          | 1993          | La Vallée-de-la-Gatineau      |
| Bog-à-Lanières                   | 4,30          | 1992          | La Tuque                      |
| Boisé-des-Muir                   | 0,12          | 1995          | Le Haut-Saint-Laurent         |
| Caribous-de-Jourdan              | 7,12          | 1994          | La Vallée-de-l’Or             |
| Charles-B.-Banville              | 10,00         | 1994          | Rimouski-Neigette             |
| Chicobi                          | 21,23         | 1994          | Abitibi                       |
| Chênaie-des-Îles-Finlay          | 0,94          | 2007          | Pontiac                       |
| Claude-Mélançon                  | 5,35          | 1988          | Bellechasse                   |
| Couchepaganiche                  | 0,39          | 1983          | Lac-Saint-Jean-Est            |
| Dunes-de-Berry                   | 2,59          | 1996          | Abitibi                       |
| Dunes-de-la-Moraine-d'Harricana  | 5,40          | 1994          | Rouyn-Noranda                 |
| Érablière-du-Trente-et-Un-Milles | 6,06          | 1994          | La Vallée-de-la-Gatineau      |
| Ernest-Lepage                    | 8,10          | 1983          | Bonaventure                   |
| Fernald                          | 7,35          | 1995          | La Matanie                    |
| Forêt-la-Blanche                 | 20,52         | 2003          | Papineau                      |
| G.-Oscar-Villeneuve              | 5,67          | 1989          | Le Fjord-du-Saguenay          |
| Grand-Lac-Salé                   | 23,39         | 1996          | Minganie                      |
| Grande-Rivière                   | 173,00        | 2001          | Le Rocher-Percé               |
| Grands-Ormes                     | 9,20          | 1994          | Charlevoix-Est                |
| Île-Brion                        | 6,50          | 1988          | Les Îles-de-la-Madeleine      |
| Île-Garth                        | 0,17          | 2003          | Thérèse-De Blainville         |
| Îles-Avelle-Wight-et-Hiam        | 0,90          | 1994          | Vaudreuil-Soulanges           |
| Irénée-Marie                     | 1,89          | 1985          | Mékinac                       |
| Irène-Fournier                   | 4,40          | 1991          | La Matanie                    |
| Jackrabbit                       | 7,50          | 1981          | Les Laurentides               |
| James-Little                     | 2,04          | 1981          | Pontiac                       |
| J.-Clovis-Laflamme               | 10,15         | 1991          | Le Domaine-du-Roy             |
| Judith-De Brésoles               | 10,90         | 1992          | La Tuque                      |
| Jules-Carpentier                 | 0,05          | 2000          | Portneuf                      |
| Kettles-de-Berry                 | 2,67          | 1996          | Abitibi                       |
| Lac-à-la-Tortue                  | 5,66          | 1992          | Shawinigan                    |
| Lac-Malakisis                    | 30,27         | 1978          | Témiscamingue                 |
| Léon-Provancher                  | 4,84          | 1999          | Bécancour                     |
| Lionel-Cinq-Mars                 | 4,40          | 1988          | Lotbinière                    |
| Louis-Babel                      | 235,40        | 1991          | Manicouagan                   |
| Louis-Ovide-Brunet               | 6,69          | 1989          | Le Domaine-du-Roy             |
| Louis-Zéphirin-Rousseau          | 0,05          | 1988          | Antoine-Labelle               |
| Manche-d'Épée                    | 5,73          | 1984          | La Haute-Gaspésie             |
| Marcel-Léger                     | 0,36          | 1981          | Trois-Rivières                |
| Marcelle-Gauvreau                | 1,14          | 1990          | Le Fjord-du-Saguenay          |
| Marcel-Raymond                   | 0,64          | 1987          | Le Haut-Richelieu             |
| Marie-Jean-Eudes                 | 8,45          | 1992          | Maskinongé                    |
| Matamec                          | 186,00        | 1995          | Sept-Rivières                 |
| Micocoulier                      | 0,29          | 1981          | Vaudreuil-Soulanges           |
| Mine-aux-Pipistrelles            | 0,03          | 2002          | Memphrémagog                  |
| Mont-Saint-Pierre                | 6,43          | 2001          | La Haute-Gaspésie             |
| Mont-Gosford                     | 3,07          | 2009          | Le Granit                     |
| Père-Louis-Marie                 | 3,15          | 1993          | La Vallée-de-la-Gatineau      |
| Pin-Rigide                       | 0,66          | 1977          | Le Haut-Saint-Laurent         |
| Pointe-Heath                     | 18,69         | 1978          | Minganie                      |
| Pointe-Platon                    | 0,59          | 1995          | Lotbinière                    |
| Presqu'île-Robillard             | 0,84          | 2000          | Argenteuil                    |
| Ristigouche                      | 4,68          | 1983          | Avignon                       |
| Rivière-aux-Brochets             | 1,26          | 1999          | Brome-Missisquoi              |
| Rivière-du-Moulin                | 0,11          | 1975          | Lotbinière                    |
| Rivière-Rouge                    | 3,13          | 1997          | Argenteuil                    |
| Rolland-Germain                  | 13,70         | 1991          | La Vallée-de-la-Gatineau      |
| Ruisseau-de-l'Indien             | 3,24          | 1991          | Pontiac                       |
| Samuel-Brisson                   | 7,90          | 1982          | Le Haut-Saint-François        |
| Serpentine-de-Coleraine          | 3,97          | 2003          | Les Appalaches                |
| Tantaré                          | 14,50         | 1978          | La Jacques-Cartier            |
| Tapani                           | 0,17          | 1988          | Antoine-Labelle               |
| Thomas-Fortin                    | 1,18          | 1990          | Charlevoix                    |
| Thomas-Sterry-Hunt               | 0,56          | 1988          | Montmagny                     |
| Tourbière-de-Shannon             | 1,69          | 2011          | La Jacques-Cartier            |
| Tourbières-de-Lanoraie           | 4,15          | 1994          | D’Autray                      |
| Vallée-du-Ruiter                 | 1,17          | 1993          | Memphrémagog                  |
| Victor-A.-Huard                  | 0,20          | 1990          | Le Fjord-du-Saguenay          |
| Vieux-Arbres                     | 0,04          | 1992          | Abitibi-Ouest                 |
| William-Baldwin                  | 2,91          | 1992          | Abitibi                       |